# Треб (коммуна)
Треб (фр. Trèbes) — коммуна во Франции, находится в регионе Лангедок — Руссильон. Департамент коммуны — Од. Входит в состав кантона Капандю. Округ коммуны — Каркасон.
Код INSEE коммуны — 11397.

## Население
Население коммуны на 2008 год составляло 5524 человека.
| 1962 | 1968 | 1975 | 1982 | 1990 | 1999 | 2008 |
| ---- | ---- | ---- | ---- | ---- | ---- | ---- |
| 2294 | 2958 | 4007 | 5526 | 5575 | 5495 | 5524 |

## Экономика
В 2007 году среди 3475 человек в трудоспособном возрасте (15—64 лет) 2428 были экономически активными, 1047 — неактивными (показатель активности — 69,9 %, в 1999 году было 67,9 %). Из 2428 активных работали 2045 человек (1075 мужчин и 970 женщин), безработных было 383 (165 мужчин и 218 женщин). Среди 1047 неактивных 295 человек были учащимися или студентами, 364 — пенсионерами, 388 были неактивными по другим причинам.

## Фотогалерея

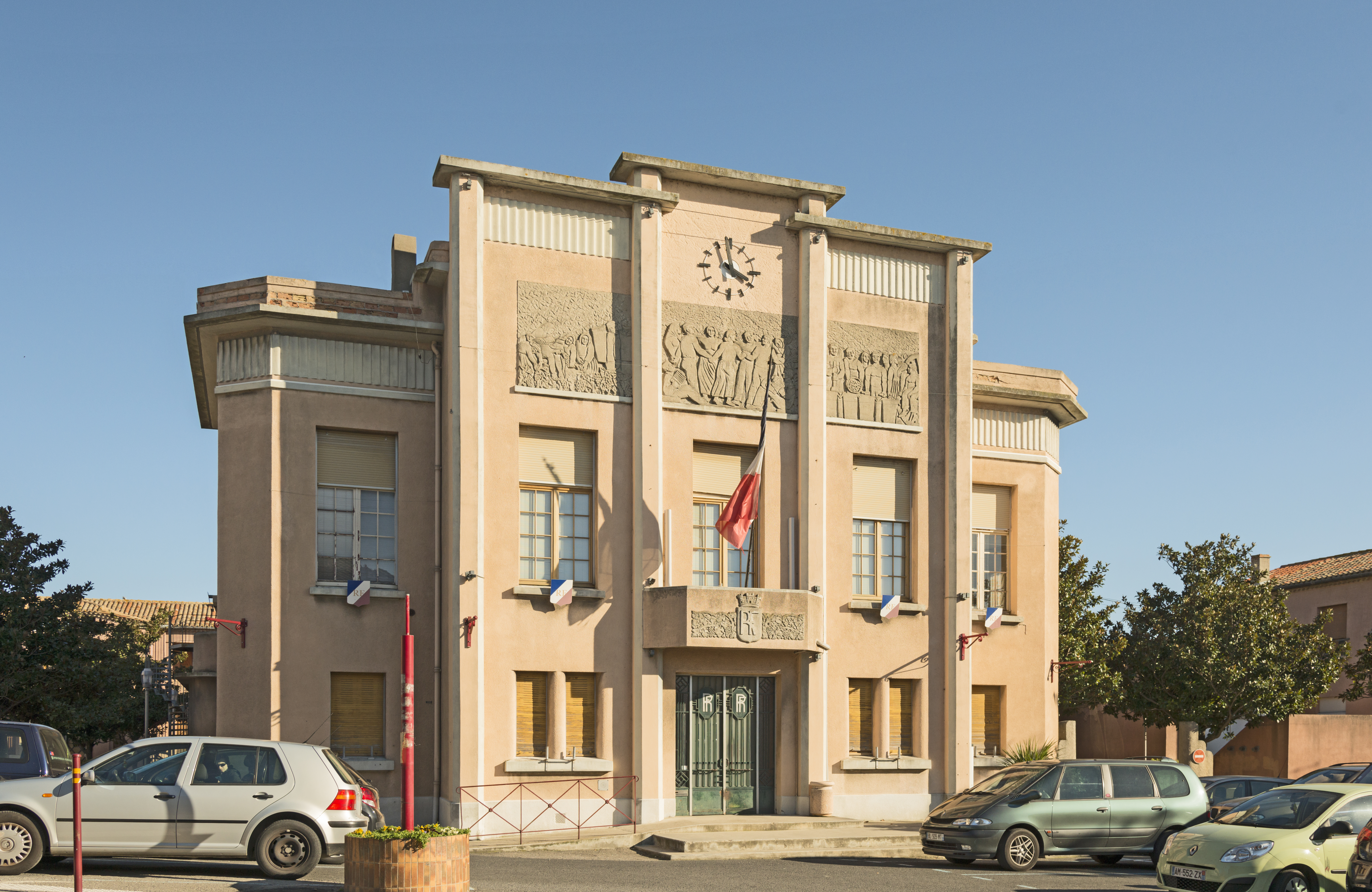
Pатуша
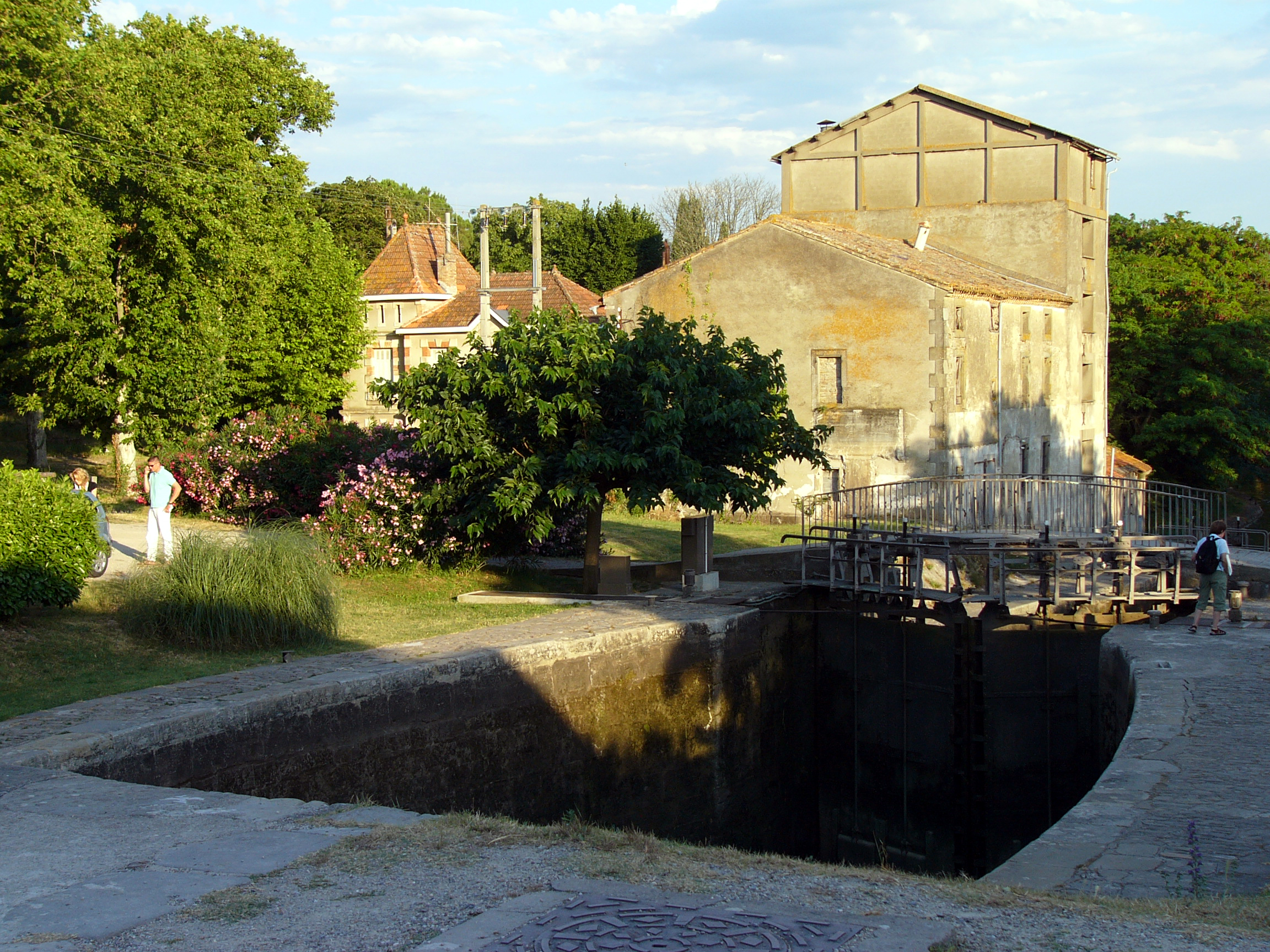
Шлюз канала Миди
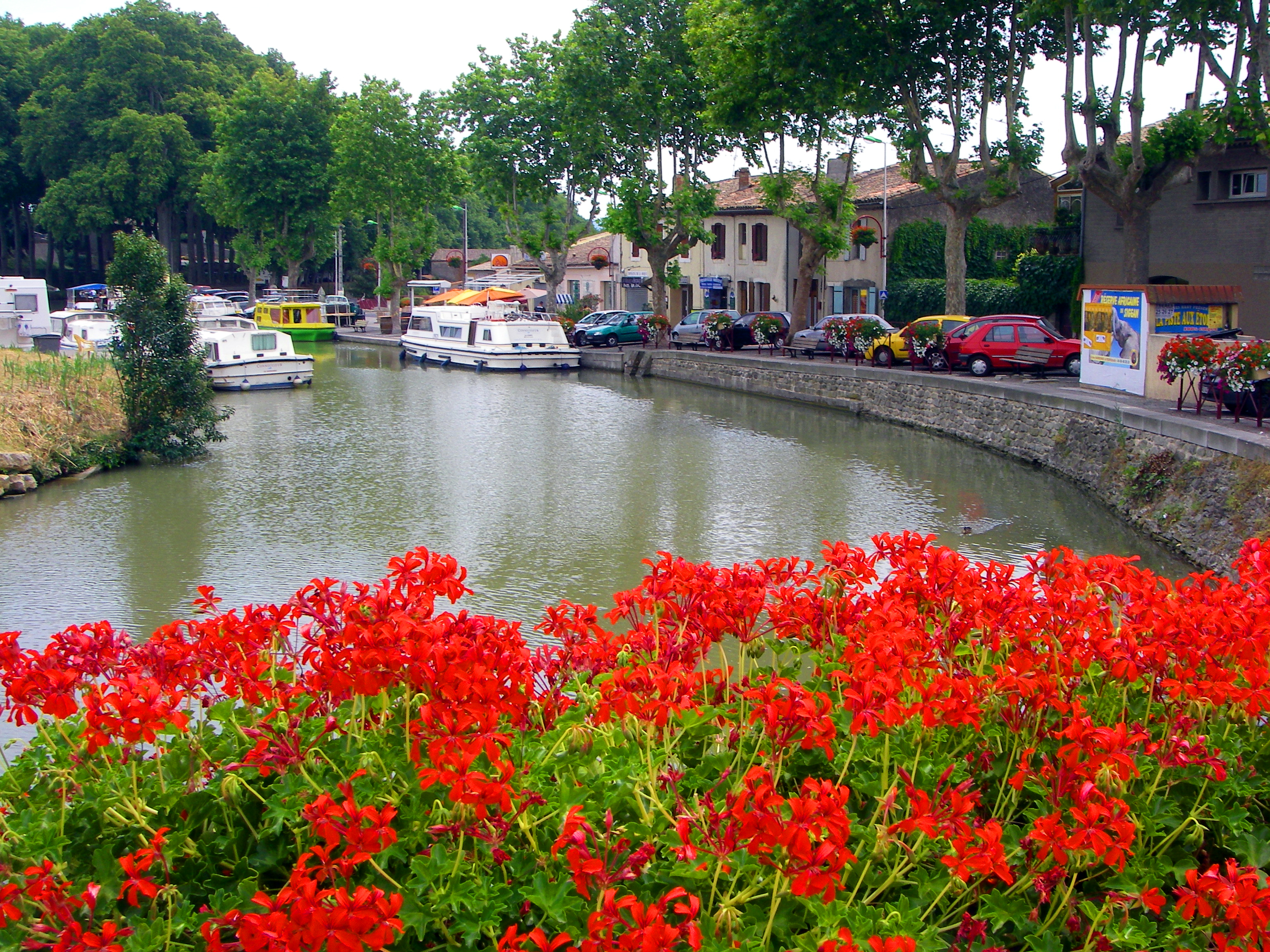
Канал Миди (Южный канал)
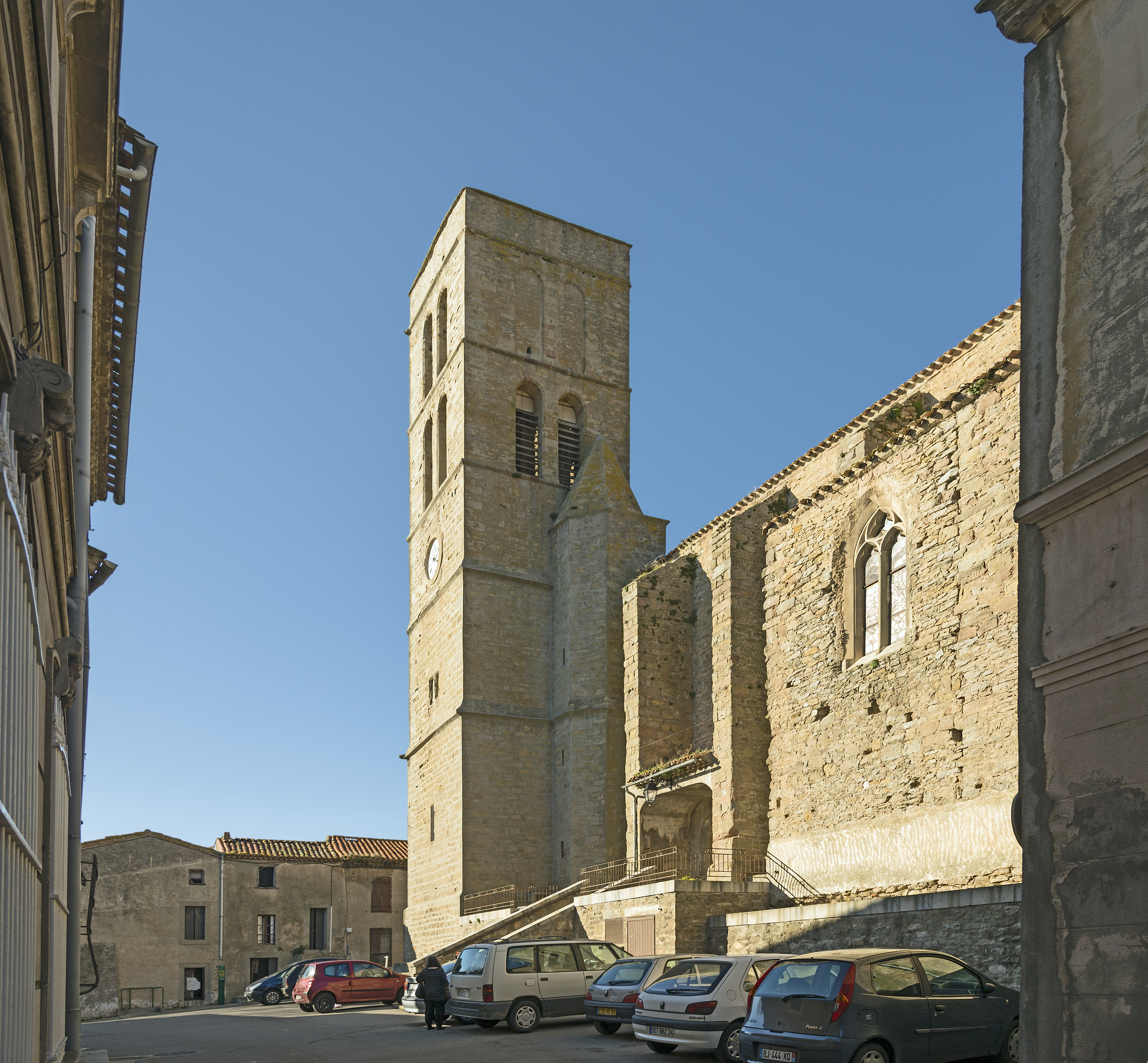
Церковь Сент-Этьен